# Lluita als Jocs Olímpics d'estiu de 1904 - Pes mosca
El pes mosca fou el segon més lleuger en les proves de lluita lliure que es disputaren als Jocs Olímpics de Saint Louis de 1904.
La prova es va disputar el 14 i 15 d'octubre de 1904. Hi van prendre part tres participants, tots ells estatunidencs. Els lluitadors que participaven en aquesta categoria havien de pesar menys de 52,2 quilograms.

## Medallistes
| Or             | Plata         | Bronze         |
| George Mehnert | Gustave Bauer | William Nelson |

## Resultats
|  | Semifinals     | Semifinals     |         |  | Final         | Final |  |
|  |                |                |         |  |               |       |  |
|  | 14 d'octubre   |                |         |  |               |       |  |
|  | Gustave Bauer  | G (pts)        |         |  |               |       |  |
|  | William Nelson | P              |         |  |               |       |  |
|  |                |                |         |  |               |       |  |
|  |                |                |         |  | 15 d'octubre  |       |  |
|  |                |                |         |  | Gustave Bauer | P     |  |
|  |                | George Mehnert | G (pts) |  |               |       |  |
|  |                |                |         |  |               |       |  |
|  |                |                |         |  |               |       |  |
|  |                |                |         |  |               |       |  |
|  | 14 d'octubre   |                |         |  |               |       |  |
|  |                |                |         |  |               |       |  |
|  | George Mehnert | G              |         |  |               |       |  |

G: Guanya
P: Perd